# Viscum longiarticulatum
Viscum longiarticulatum är en sandelträdsväxtart som beskrevs av Adolf Engler. Viscum longiarticulatum ingår i släktet mistlar, och familjen sandelträdsväxter. Inga underarter finns listade i Catalogue of Life.